# جيم مانلي
جيم مانلي (بالإنجليزية: Jim Manley)‏ هو كاتب ترانيم أمريكي، ولد في 1940.

## وصلات خارجية
- الموقع الرسمي